# Ізопахіти

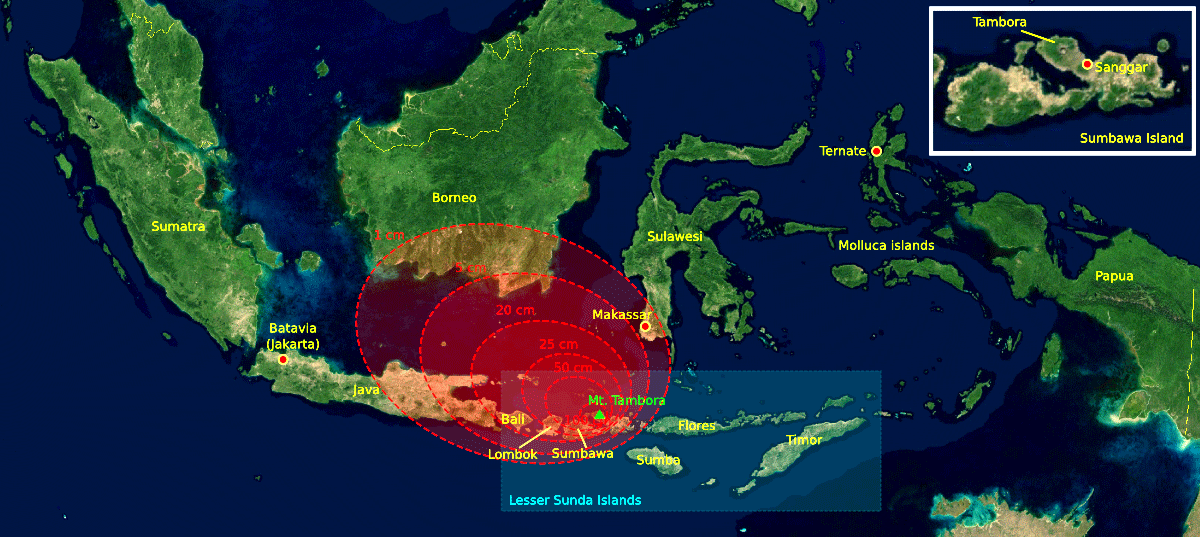
Ізопахіти товщини попелу після виверження вулкана Тамбора в 1815 році

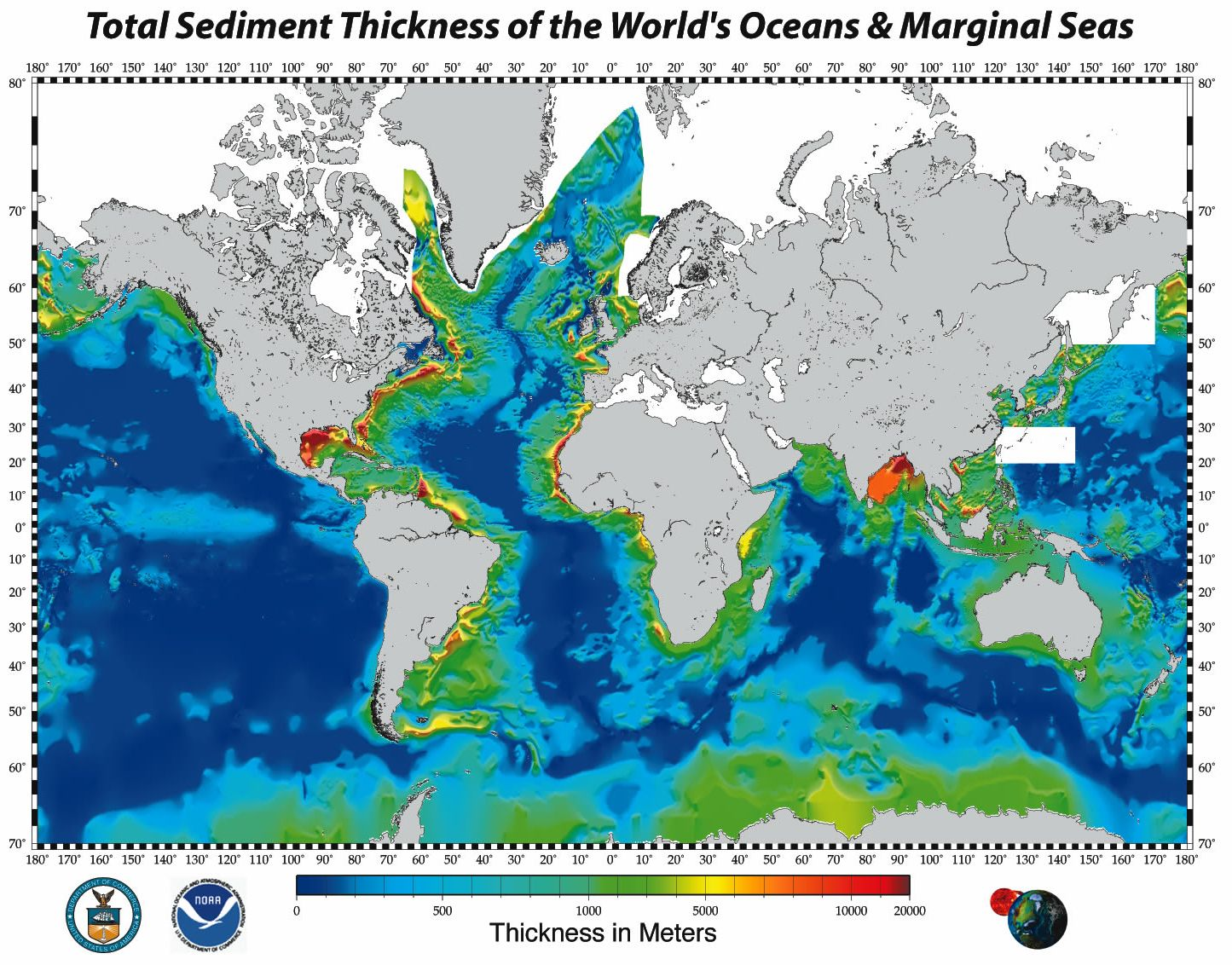
Колірне кодування карти товщини осадів в океанах (Джерело: Національний центр обробки даних з геофізики, США — Quelle: National Geophysics Data Center, USA)

Ізопахіти (англ. isopachytes) — лінії, які з'єднують точки з однаковою товщиною відкладень гірських порід одного і того ж геологічного віку.
Нанесені через певні інтервали ізопахіти, утворюють карту зміни потужностей якого-небудь стратиграфічного комплексу. Такі карти, звані ізопахітними картами або картами сходження, характеризують не тільки розподіл потужностей, але і, при сталості батиметричного рівня, представленого поверхнею, нижче якої йде накопичення осадів, палеоструктурний рельєф підошви осадового комплексу на будь-який момент геологічного часу. Використовуються для палеотектонічного аналізу, застосовуються при складанні літолого-фаціальних карт, для підрахунку запасів вуглеводнів, характеристики осадових шарів на дні океану, товщини вулканічного попелу від вивержень, товщини льодовикових осадів тощо.
Ізопахіти одержують, головним чином, за даними розвідувального буріння. Крім того, використовують геологічні оголення і розрізи — скелі, кар'єри, розрізи шахт, отвори різних видів, континентальні програми глибокого буріння, а також геофізичні методи картування, такі як ультразвукові вимірювання, геоелектричні відображення, геомагнітні відображення, сейсмічне картування з достатньою щільністю даних.
Карти ізопахіт застосовуються в стратиграфії, седиментології, структурній геології, нафтовій геології і вулканології.
Технічно ізопахіти можуть бути виконані в кольорі — тоді для різних товщин осадів застосовують різні відтінки кольорів.

## Інтернет-ресурси
- Oilfield Glossary [Архівовано 7 червня 2011 у Wayback Machine.]
- Isopach maps vs isochore maps [Архівовано 2 квітня 2015 у Wayback Machine.]